# Place Diana
De Place Diana (Nederlands: Dianaplein) is een  plein in het centrum van de Franse hoofdstad Parijs, gelegen in het 16e arrondissement. Het plein is vernoemd naar Diana Spencer, prinses van Wales (1961-1997).

## Ligging
De Place Diana is qua afmetingen een bescheiden plein. Het strekt zich uit over een afstand van enkele tientallen meters langs de rechteroever van de Seine tussen de Place de l'Alma in het oosten en een keermuurtje in het westen. In de directe omgeving liggen de Pont de l'Alma, de Place de l'Alma, de Avenue de New-York en de daaraan parallel lopende Voie Georges-Pompidou (een drukke weg langs de Seine, deels door een tunnel voerend, de Pont de l'Alma-tunnel). Iets verder naar het oosten ligt het Musée d'Art Moderne de la Ville de Paris.

## Geschiedenis
Op 24 juli 1997 vaardigde de gemeenteraad van Parijs een gemeentelijk besluit uit waarmee een gedeelte van de Place de l'Alma de naam Place Maria-Callas kreeg. De onthulling van het straatnaambord zou plaatsvinden op 11 september 1997, ter ere van de twintigste verjaardag van het overlijden van operazangeres Maria Callas. Een paar dagen voor de onthulling, op 31 augustus 1997, stierf Diana Spencer bij een verkeersongeval in de Pont de l'Alma-tunnel. Op het pleintje boven de tunnelmond staat sinds 1989 de Vrijheidsvlam (Flamme de la Liberté), een replica van de fakkel van het Vrijheidsbeeld in New York, opgericht om de Frans-Amerikaanse vriendschap te vieren. Omdat de dood van Diana wereldnieuws was en mensen vanuit de hele wereld de plaats van het ongeluk wilden bezoeken, profiteerde de enigszins vergeten Vrijheidsvlam van een hernieuwde belangstelling, waarbij de oorspronkelijke functie nauwelijks meer een rol speelde en de vlam een gedenkteken werd voor Diana.
De grote drukte en spontane devotie in de vorm van bloemen en kaarsen bij de Vrijheidsvlam leidden ertoe dat het Parijse gemeentebestuur en burgemeester Jean Tiberi van de inauguratie van het Maria-Callasplein afzagen. Het pleintje droeg inmiddels wel al officieel de naam van Maria Callas, maar een straatnaambord is er nooit gekomen. Uiteindelijk werd de naam van de zangeres in 2000 verbonden aan een straat verder naar het westen in het 16e arrondissement, de Allée Maria-Callas.
Het idee om het pleintje naar prinses Diana te vernoemen, ontstond al kort na haar dood, maar werd opgegeven, volgens de krant Le Monde vanwege oppositie van de Britse autoriteiten. Pas in 2019, 22 jaar na haar dood, werd het idee opnieuw naar voren gebracht en besliste de Parijse gemeenteraad dat het pleintje naar Diana vernoemd zou worden. Het nieuws werd naar buiten gebracht door burgemeester Anne Hidalgo, die de Britse prinses "een iconisch figuur van de humanitaire zaak" noemde.

## Beschrijving
De Place Diana is een deel van het grote verkeersplein Place de l'Alma. Feitelijk bestaat de Place Diana uit niet veel meer dan een drietal vluchtheuvels te midden van enkele drukke wegen. Het pleintje is gelegen boven de tunnel die onderdeel is van de Voie Georges-Pompidou. Een betonnen keermuur scheidt het plein van de tunnel. De muur aan de oostzijde van het pleintje dient als graffitimuur voor eerbetuigingen aan de prinses. De voornaamste bezienswaardigheden op het plein zijn de Vrijheidsvlam en de straatnaamborden Place Diana. Beide worden door toeristen veelvuldig gefotografeerd met de Eiffeltoren of de Pont de l'Alma op de achtergrond. Het hekwerk rond de Vrijheidsvlam wordt gebruikt om liefdesslotjes aan te hangen.

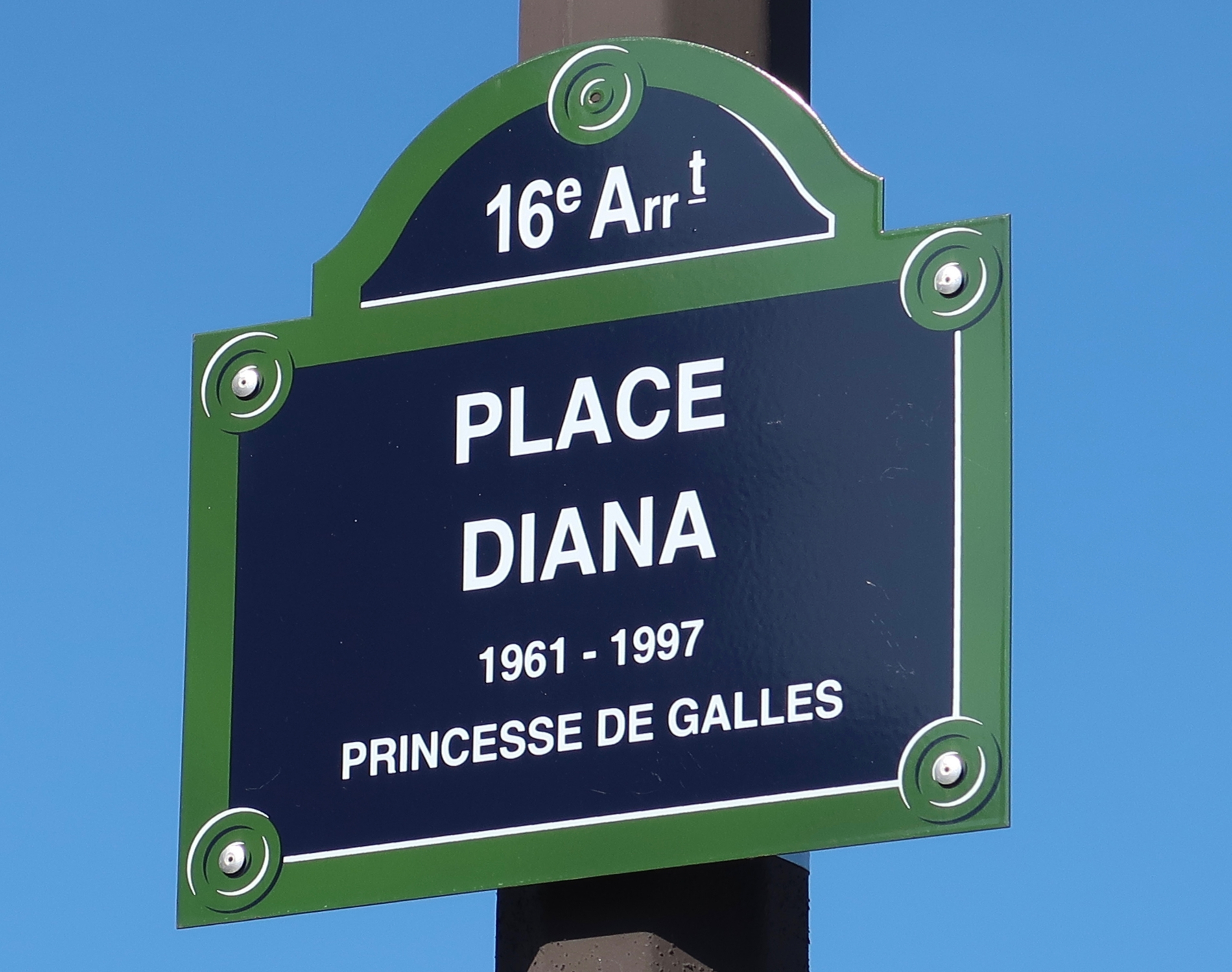
Straatnaambord
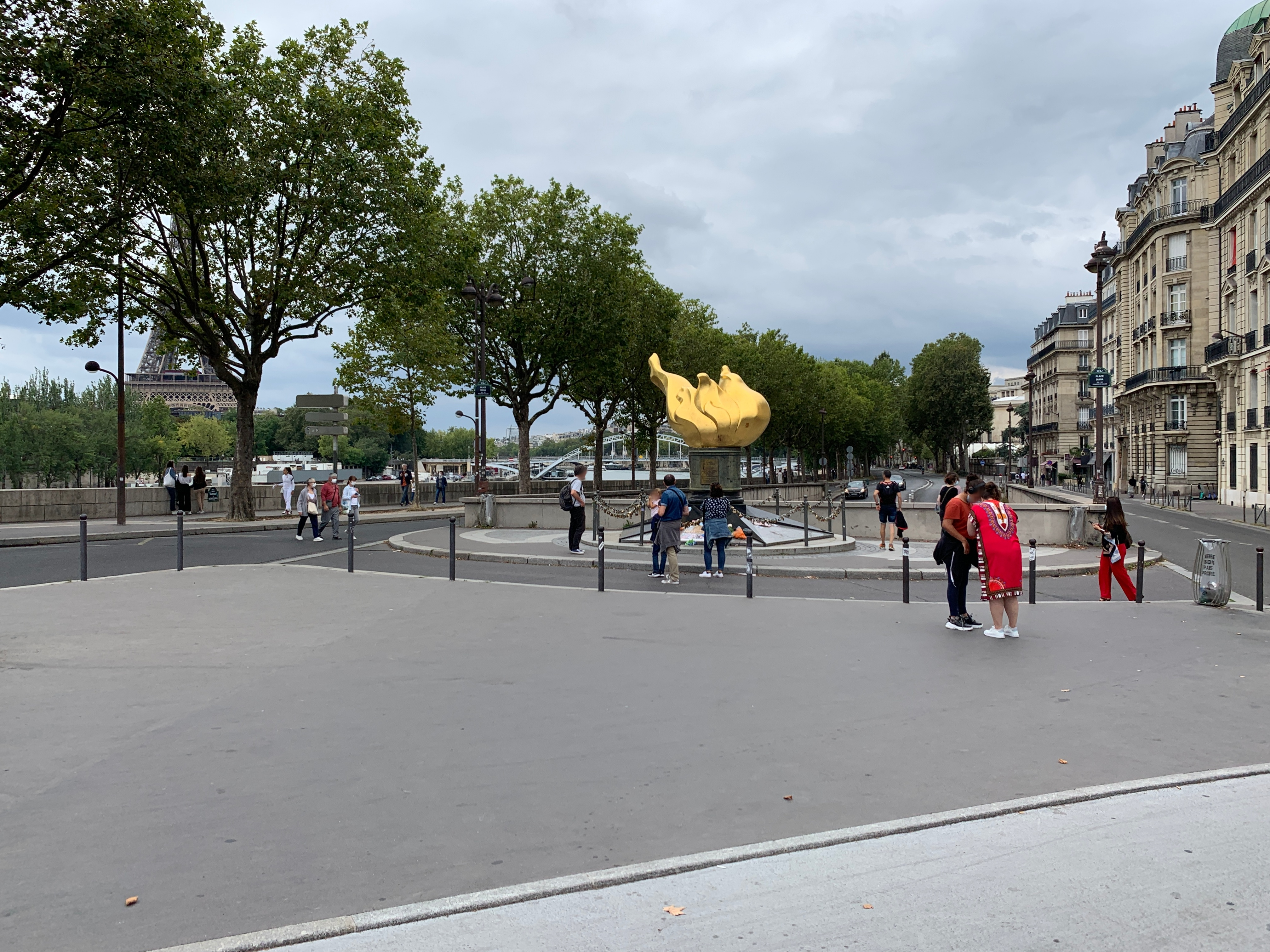
Place Diana, gezien naar het zuidoosten
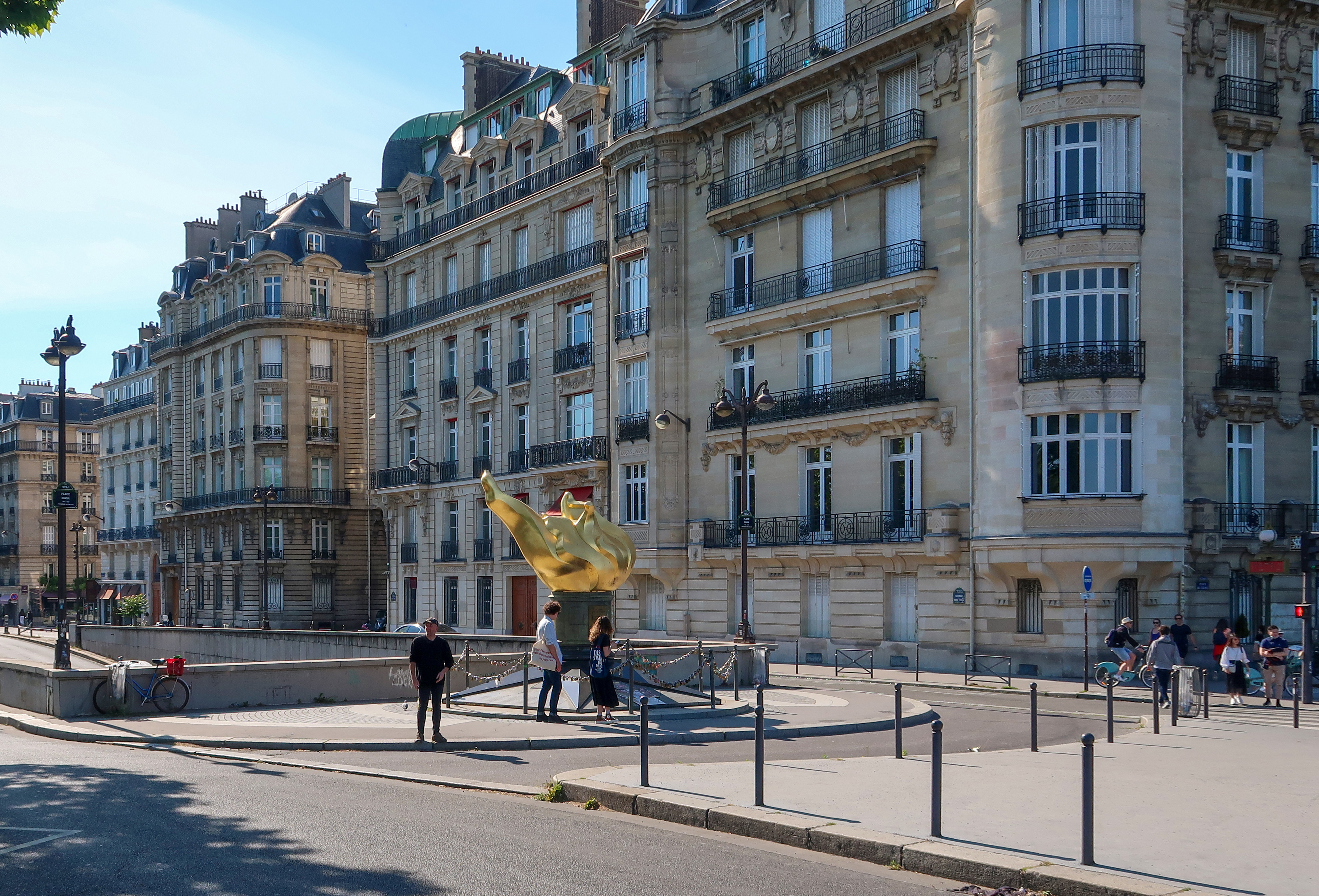
Idem, gezien naar het noordoosten
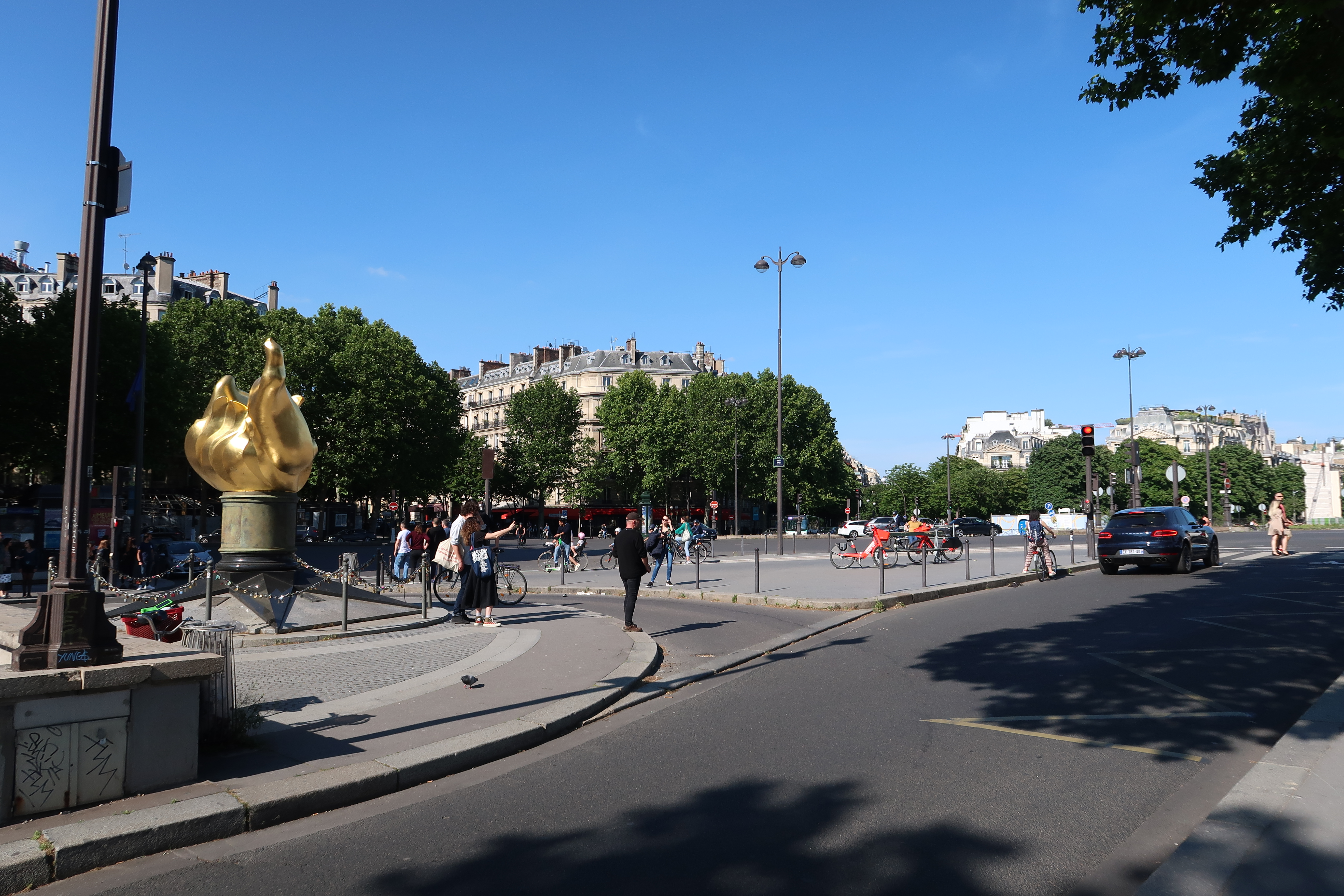
Idem, gezien naar het noordwesten
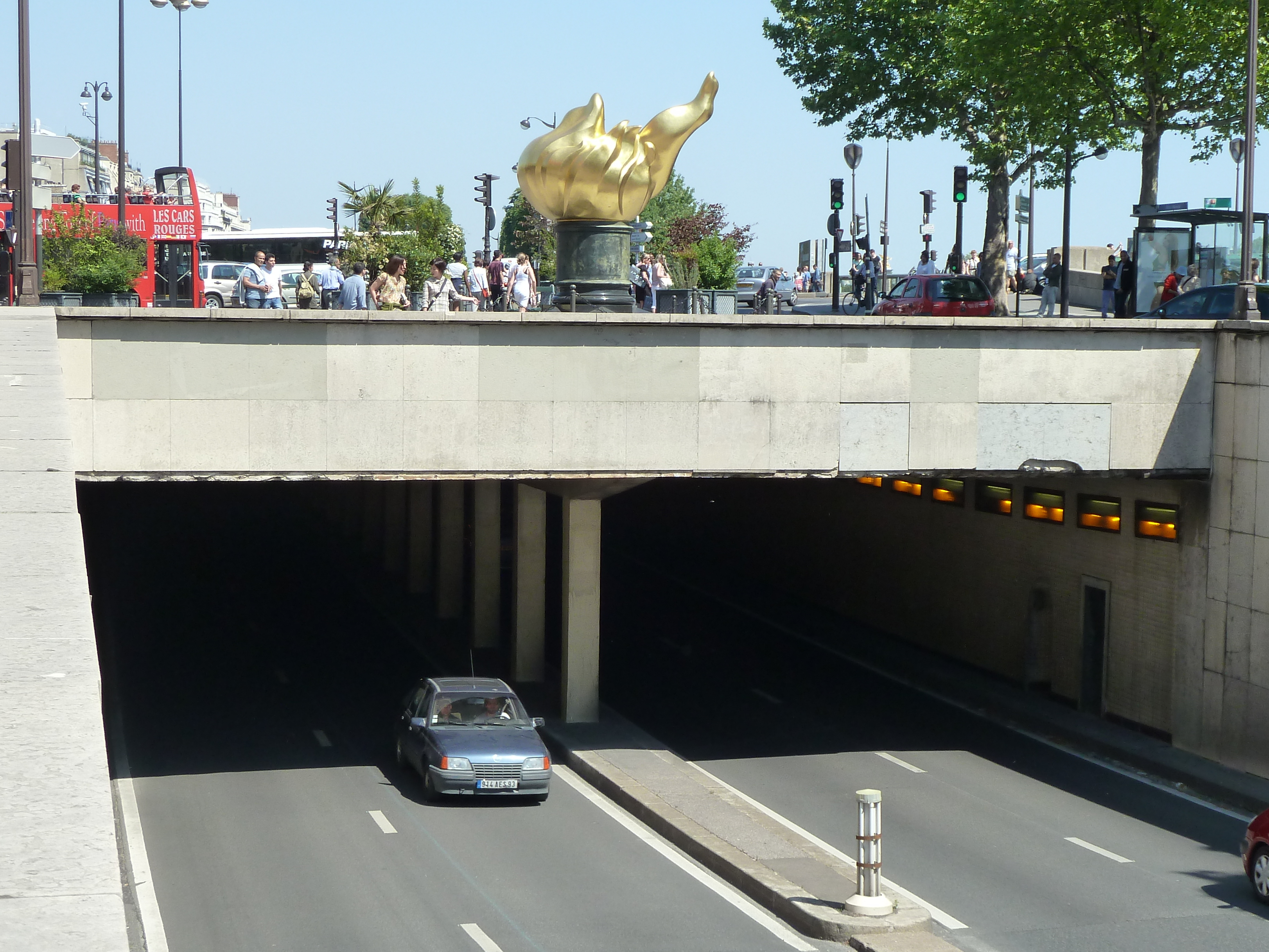
Plein en Tunnel de l'Alma
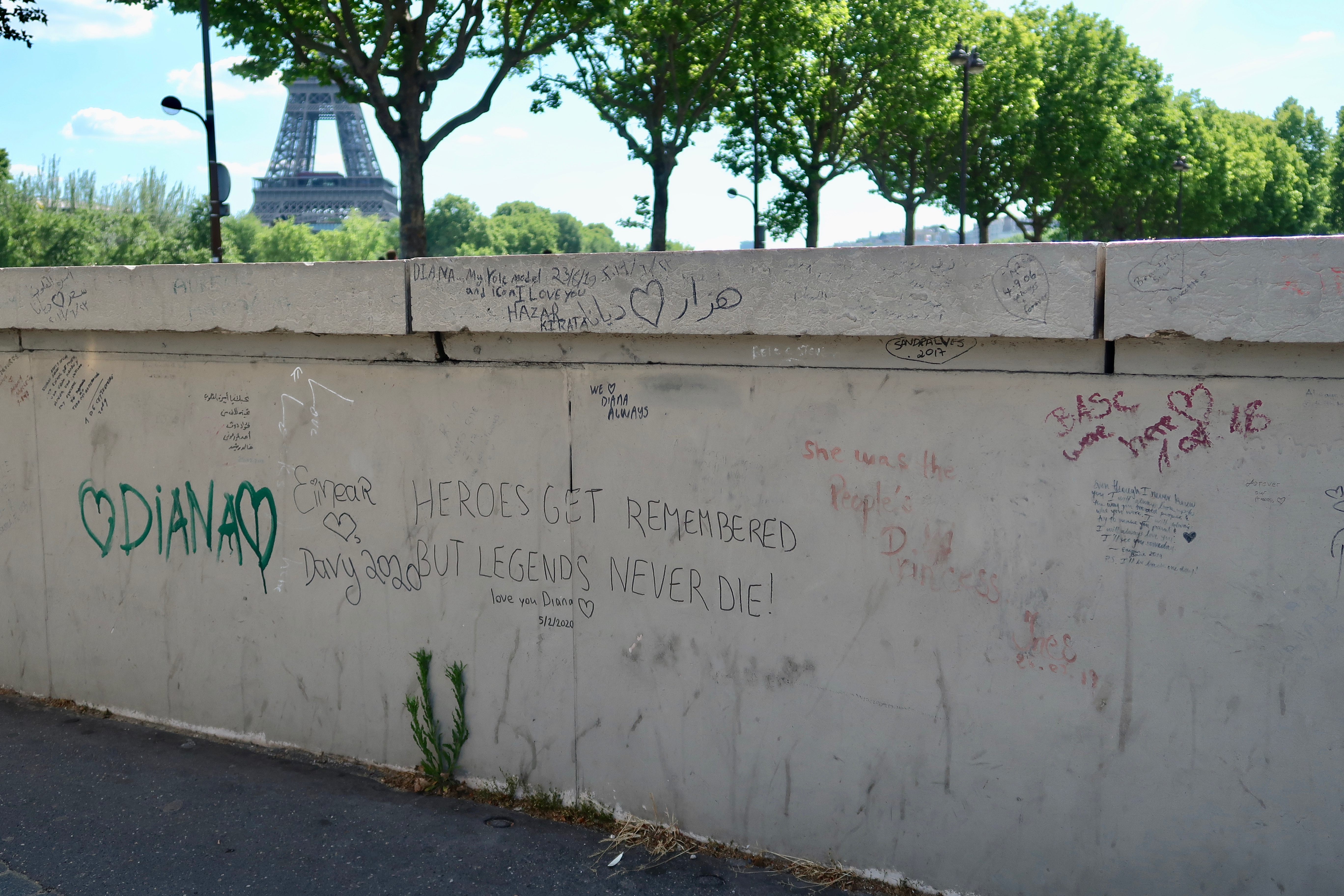
Graffitimuur